# Nishihara (Okinawa)
Nishihara (jap. 西原町 Nishihara-chō) – miasto w Japonii, w prefekturze Okinawa, na wyspie Okinawa. Według danych na rok 2020 miejscowość zamieszkiwało 34 984 mieszkańców , a gęstość zaludnienia wyniosła 2200,3 os./km².